# Walter Law
Walter Law, nato Walter William Law  (Dayton, 26 marzo 1876 – Hollywood, 9 agosto 1940), è stato un attore e regista statunitense teatrale e cinematografico.

## Filmografia

### Attore
- A War Baby, regia di Barry O'Neil - cortometraggio (1915)
- In Her Mother's Footsteps, regia di Joseph W. Smiley - cortometraggio (1915)
- The Furnace Man, regia di Joseph Kaufman - cortometraggio (1915)
- A Woman Went Forth, regia di Joseph Kaufman - cortometraggio (1915)
- A Tragedy of the Hills, regia di Romaine Fielding - cortometraggio (1915)
- The Only Way Out - cortometraggio (1915)
- The White Mask, regia di Joseph W. Smiley - cortometraggio (1915)
- The Road o' Strife, regia di Howell Hansel, John Ince - serial (1915)
- Just Look at Jake, regia di Joseph Kaufman - cortometraggio (1915)
- Nobody Would Believe, regia di Joseph W. Smiley - cortometraggio (1915)
- The District Attorney, regia di Barry O'Neil (1915)
- Money! Money! Money!, regia di Joseph Kaufman - cortometraggio (1915)
- The Earl's Adventure - cortometraggio (1915)
- The Climbers, regia di Barry O'Neil (1915)
- A Day of Havoc, regia di Joseph Kaufman - cortometraggio (1915)
- Billie's Debut, regia di Arthur Hotaling - cortometraggio (1915)
- Finn and Haddie, regia di Percy Winter - cortometraggio (1915)
- The Great Ruby, regia di Barry O'Neil (1915)
- The Rights of Man: A Story of War's Red Blotch, regia di Jack Pratt (1915)
- Beyond All Is Love, regia di Clay M. Greene (1915)
- The Evangelist, regia di Barry O'Neil (1916)
- The Uplift, regia di Clay M. Greene - cortometraggio (1916)
- The Unwelcome Mother, regia di James Vincent (1916)
- Her Double Life, regia di J. Gordon Edwards (1916)
- The War Bride's Secret, regia di Kenean Buel (1916)
- Romeo and Juliet, regia di J. Gordon Edwards (1916)
- The Darling of Paris, regia di J. Gordon Edwards (1917)
- Sister Against Sister, regia di James R. Vincent (1917)
- Her Greatest Love, regia di J. Gordon Edwards (1917)
- Heart and Soul, regia di J. Gordon Edwards (1917)
- Camille, regia di J. Gordon Edwards (1917)
- The Heart of a Lion, regia di Frank Lloyd (1917)
- Stolen Honor, regia di Richard S. Stanton (1918)
- The Forbidden Path, regia di J. Gordon Edwards (1918)
- Queen of the Sea, regia di John G. Adolfi (1918)
- A Perfect Lady, regia di Clarence G. Badger (1918)
- The Thirteenth Chair, regia di Léonce Perret (1919)
- Un vagabondo alla corte di Francia (If I Were King), regia di J. Gordon Edwards (1920)
- Great Alone, regia di James Colwell, Jacques Jaccard (1922)
- The Forgotten Law, regia di James W. Horne (1922)
- The Flying Dutchman, regia di Lloyd B. Carleton (1923)
- Janice Meredith, regia di E. Mason Hopper (1924)
- Clothes Make the Pirate, regia di Maurice Tourneur (1925)
- Whoopee!, regia di Thornton Freeland (1930)
- Between Fighting Men, regia di Forrest Sheldon (1932)
- Midnight Alibi, regia di Alan Crosland (1934)
- Resurrezione (We Live Again), regia di Rouben Mamoulian (1934)
- The Adventures of Frank Merriwell, regia di Clifford Smith e, non accreditato, Lew Landers (1936)